# Gustavo Adolfo Madero

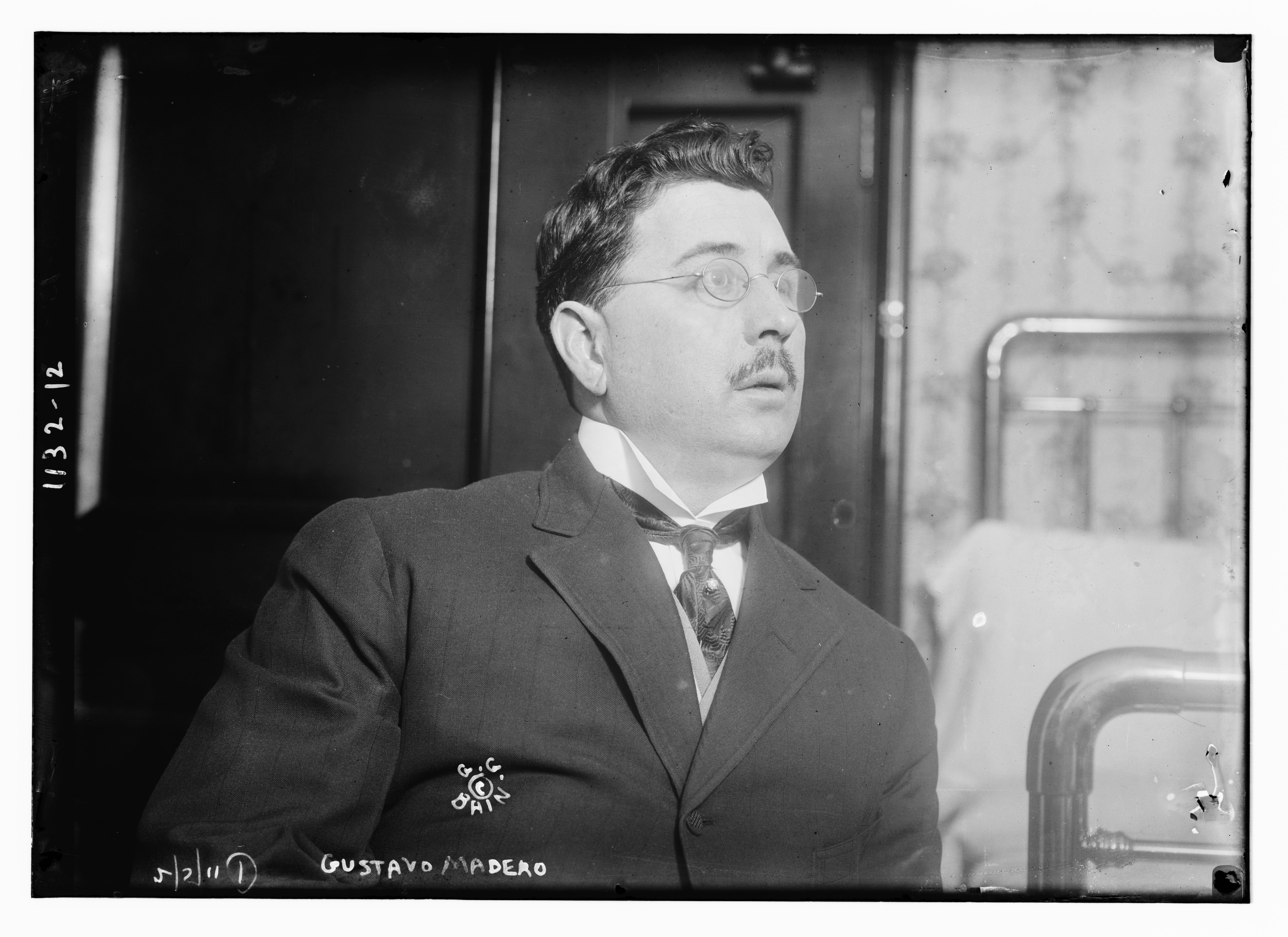
Gustavo A. Madero

Gustavo Adolfo Madero, född 1875, död 1913, var en mexikansk revolutionär som deltog i kampen mot Porfirio Diaz. Efter revolutionen valdes hans äldre bror Francisco Madero till republikens president. Vid Victoriano Huertas statskupp mot presidenten 1913 torterades Gustavo Adolfo Madero till döds på order av Huerta och den amerikanska ambassadören Henry Lane Wilson.